# Алесандро Матри
Алесандро Матри (итал. Alessandro Matri; Сант'Анђело Лодиђијано, 19. август 1984) италијански је фудбалер. Тренутно наступа за Сасуоло, а игра на позицији нападача. Од 2011. Матри наступа за репрезентацију Италије.

## Клупска каријера

### Почеци
Матри је рођен у малом месту само 30 km удаљеном од Милана, а у Милану је и започео своју професионалну каријеру за који је дебитовао 24. маја 2003. против Пјаченце и ту је утакмицу започео од првог минута јер је Милан одмарао већи део екипе за финале Лиге шампионе које су играли само 4 дана касније против Јувентуса који је исте године освојио италијанско првенство.
Следећу сезону провео је у јуниорској екипи Милана, а следеће две сезоне провео је на позајмицама у два трећелигаша, Прату и Лумезанеу за које је све укупно одиграо 64 утакмице у Серији Ц.

### Римини
Пре почетка 2006/07. сезоне Матри је послат на позајмицу у Римини који је играо у Серији Б. Те сезоне је имао јаку конкуренцију у нападу, а успео је постићи 4 поготка у Серији Б и то све у само месец дана, март-април 2007. Постигао је и један погодак у купу Италије.

### Каљари
У јуну 2007. Каљари је купио 50% Матријевог уговора од Милана за 2.000.000 евра. Након добрих партија у дресу сардинијске екипе Каљари је одлучио да откупи и другу половину па су челници клуба платили још 2.000.000 евра Милану те је тако Матри у потпуности постао играч Каљарија.
Следеће сезоне Матри је постао трећи нападач, но и тако је успео постићи шест погодака у 31 утакмици. Само је 11 утакмица започео од првог минута.
У сезони 2009/10. Матри је добио више прилике за игру па је самим тим и постао најбољи стрелац клуба са 12 лигашких голова. Сезону 2010/11. Матри је наставио једнако добро, па је чак постигао гол свом будућем клубу Јувентусу на почетку те сезоне.

### Јувентус

#### Сезона 2010/11.
Дана 31. јануара 2011, у задњим сатима зимског прелазног рока Матри је дошао у Јувентус на шестомесечну позајмицу, а Каљари је за узврат добио преосталу половину уговора Лоренца Аријауда којег су већ раније довели из Торина. Јувентус је добио прилику купити Матрија на крају сезоне што су касније и учинили.
Матри је само два дана након доласка у Торино и дебитовао за  бјанконере, а било је то против Палерма када су Сицилијанци победили 2:1. Већ 5. фебруара псотигао је Матри своје прве поготке за Јувентус и било је то управо против бившег клуба Каљарија. Јуве је победио 3:1, а Матри је први погодак постигао главом на асистенцију Милоша Красића, док је други дао из волеја али није славио при постизању тих погодака.
Постигао је Матри крајем фебруара врло важан погодак за Јувентус у дерби утакмици против Интер а на асистенцију Фредерик Соренсена. Био је то једини погодак на утакмици, а добрим играма Матри је полагано постајао љубимац навијача. Следеће три утакмице Матри није постигао погодак, али је онда дао два Чезени, па један у Риму против Роме када је Јувентус победио 2:0. У шест месеци проведених у Јувентусу дап је Матри 9 погодака, па су га тако челници торинског клуба одлучили трајно купити.

#### Сезона 2011./12.
Први погодак у следећој сезони Матри је постигао у другом колу на гостовању у Сијени, погодак којим је Јувентусу донео минималну победу. Матри у својој другој сезони у Јувентусу није играо толико пуно како се сезона ближила крају, но постигао је велики број одлучујућих погодака, а био је и најбољи стрелац Јувентуса у сезони када су освојили прву титулу првака након 6 година.
Дана 22. октобра 2011. дао је два поготка против Ђенове. Почетком 2012. године Јувентус побеђује Леће у гостима 1:0, а Матри након ударца Мирка Вучинића долази први до одбијене лопте и убацује је у празну мрежу. Крајем јануара 2012. Јувентусу у Торино долази Удинезе, а  Бјанконери побеђују 2:1. Оба поготка постигао је управо Матри. Касније је Марко Боријело стигао у клуб, па се Фабио Кваљарела опоравио од повреде и све је мање прилике за игру добијао Матри, но користио ју је максимално.
Јувентус 25. фебруара 2012. гостује на Сан Сиру код Милана у директном двобоју за освајање титуле првака, а Матри постиже једини Јувентусов погодак којим само 10-ак минута пре краја доноси врло вредан бод. Матри је и пре изједначујућег поготка постигао гол, али поништен му је због непостојећег офсајда.
Дана 2. априла Матри продужује уговор са Јувентусом до 2017. године. 6. маја у Трсту на утакмици против Каљарија осваја своју прву титулу шампиона након што је Јувентус славио 2:0.

## Репрезентативна каријера
Матри је заслужио свој први позив у италијанску репрезентацију за пријатељску утакмицу против Немачке 9. фебруара 2011. након добрих игара у Јувентусу. 29. марта дебитовао је за Италију у Кијеву против Украјине, а одмах је и постигао свој први погодак у 81. минуту на асистенцију Себастијана Ђовинка. Италија је победила 2:0.

## Трофеји

### Јувентус
- Првенство Италије (3) : 2011/12, 2012/13, 2014/15.
- Куп Италије (1) : 2014/15.
- Суперкуп Италије (2) : 2012, 2013.
- Лига шампиона : финале 2014/15.